# Obština Razlog
Obština Razlog (bulharsky Община Разлог) je bulharská jednotka územní samosprávy v Blagoevgradské oblasti. Leží v jihozápadním Bulharsku, na jihovýchodních svazích Rily
a severozápadních svazích Pirinu a v mezilehlém Razložském údolí. Správním střediskem je město Razlog, kromě něj zahrnuje obština 7 vesnic. Žije zde necelých 20 tisíc stálých obyvatel.

## Sídla
Všechna sídla v obštině jsou samosprávná.
- Bačevo
- Baňa
- Dobărsko
- Dolno Draglište
- Elešnica
- Godlevo
- Gorno Draglište
- Razlog[p 1] (sídlo správy)

## Sousední obštiny
| Růžice kompasu | Blagoevgrad | Rila           | Belica | Růžice kompasu |
| Růžice kompasu | Simitli     | Sever          |        | Růžice kompasu |
| Růžice kompasu | Simitli     | Obština Razlog |        | Růžice kompasu |
| Růžice kompasu | Simitli     | Jih            |        | Růžice kompasu |
| Růžice kompasu | Kresna      | Bansko         |        | Růžice kompasu |

## Obyvatelstvo
V obštině žije 19 878 stálých obyvatel a včetně přechodně hlášených obyvatel 21 979. Podle sčítáni 1. února 2011 bylo národnostní složení následující:
- Bulhaři: 18 694 (96.8 %)
- Romové: 488 (2.5 %)
- Turci: 21 (0.1 %)
- ostatní: 103 (0.5 %)